# Pieter de Molijn

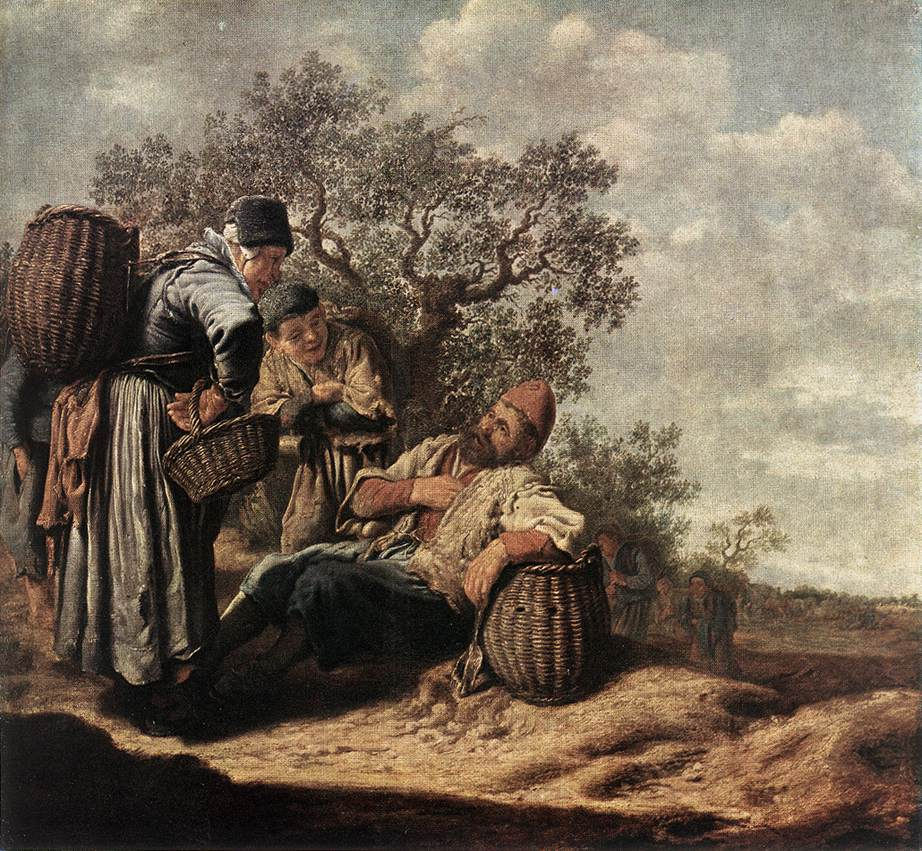
Paisaje con aldeanos, cuadro de Molijn (h. 1640; Museo de Bellas Artes de Budapest).

Pieter de Molijn (Londres, 6 de abril de 1595-Haarlem, 23 de marzo de 1661) fue un pintor y grabador holandés de la época barroca, especializado en el género del paisaje. En ocasiones colaboró con Frans Hals.

## Carrera
Nació en Londres en el seno de una familia flamenca. Sus padres procedían de Gante y Bruselas; se supone que emigraron a Inglaterra por motivos laborales.
Poco se sabe de los primeros años del artista. Se cree que emprendió un viaje a Italia antes de 1616, cuando ingresó en la guilda (gremio) de San Lucas de Haarlem. Por desgracia no se le conocen obras fechadas anteriores a 1625.
Entre 1616 y 1627 residió en Delft, donde se casó en 1624 y tuvo siete hijos. Se estableció definitivamente en Haarlem y allí falleció. Fue una figura socialmente reconocida, y así, fue miembro de la Guardia Cívica de la ciudad en tres ocasiones (1624, 1627 y 1630).
Se cree que Molijn fue aprendiz de Esaias van de Velde. Se especializó en cuadros de paisaje, pero también pintó retratos, interiores de edificios y escenas de género. Su producción se suele clasificar en tres etapas: 
- En la primera (1625-31) desarrolló con estilo fluctuante una gran variedad de temas: paisajes con dunas, escenas de viajeros, batallas de caballería, vistas invernales, granjas entre árboles y escenas de labriegos.

- Su segunda etapa (1632-47) se caracteriza por paisajes más simples y espaciosos, con vegetación más frondosa y luces más difusas. Sus obras fechadas de la década de 1630 son más bien escasas, pero abundan las del decenio siguiente. Su obra maestra ha de ser Campesinos regresando a casa (1647) del Museo Frans Hals de Haarlem. En esta etapa colaboró ocasionalmente con Frans Hals y Gerard ter Borch, pintando los fondos de paisaje de algunos de sus retratos; éste ha de ser el caso del gran cuadro de Hals Grupo familiar con siervo negro del Museo Thyssen-Bornemisza de Madrid.[1]

- A partir de 1648 se desarrolla la etapa final de Molijn, cuando el artista retomó composiciones previas para nuevas versiones más refinadas y con empastes más atrevidos que recuerdan a Rembrandt. De todas formas, en estos años disminuye su producción pictórica a favor de los dibujos.

Molijn trabajó también como grabador. Ya en 1625, año de su primera pintura fechada, grabó un grupo de cuatro aguafuertes sobre campesinos y militares en paisajes, al modo de Abraham Bloemaert. Además fue un artista copiado por otros grabadores, como Jan van de Velde II, quien reprodujo composiciones suyas como La estrella de los Reyes Magos y Martes de carnaval.

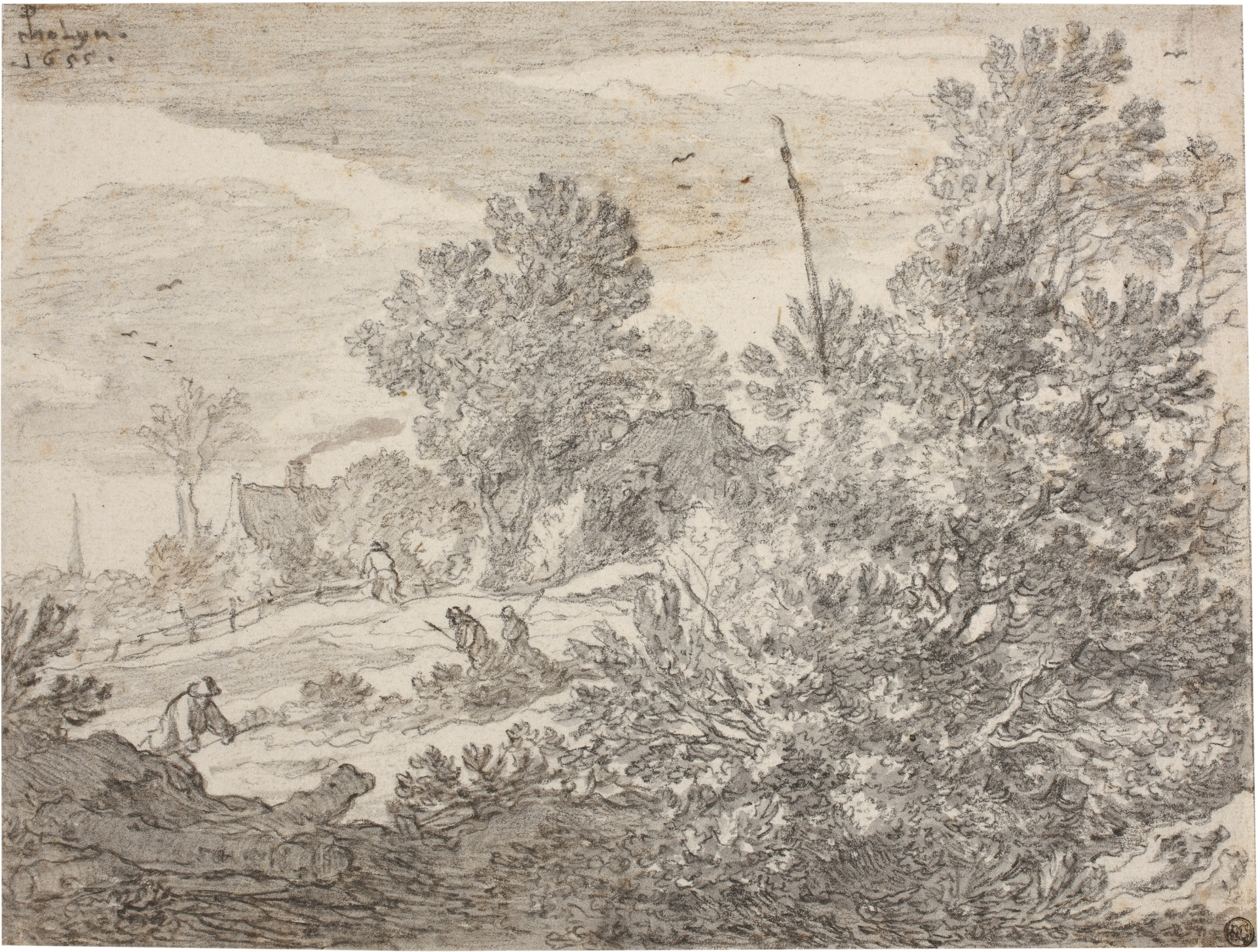
Paisaje. Aguada de tinta y china y lápiz, 1655. Gabinete de Dibujos, Estampas y Fotografías del Museo del Prado, legado Fernández Durán.

La producción dibujística de Molijn es amplia, sobre todo en su madurez; muchas de estas piezas están firmadas y fechadas en la década de 1650. Por su cuidadoso acabado, hubo de crearlas como obras en sí mismas y no como simples bocetos para futuros cuadros. En España, el Gabinete de Dibujos, Estampas y Fotografías del Museo del Prado posee una de ellas, un Paisaje, firmado y datado en 1655.
En cuanto a estilo, Molijn es un autor relevante en la transición del paisaje entre el manierismo procedente de finales del siglo XVI y el naturalismo de la generación de Jacob van Ruysdael. Junto con Jan van Goyen fue uno de los pioneros del paisaje tonal. No fue tan hábil pintando las figuras humanas y a veces encomendaba esta tarea a otros autores. Entre sus discípulos se cuentan artistas luego famosos como Gerard ter Borch y Allart van Everdingen.
Hay obras de Pieter de Molijn en los más ilustres museos: Louvre de París, Rijksmuseum de Ámsterdam, Metropolitan Museum de Nueva York, Getty Center de Los Ángeles, Museo Fitzwilliam de Cambridge...